# La Bosse-de-Bretagne
La Bosse-de-Bretagne es una localidad y comuna francesa en la región administrativa de Bretaña, en el departamento de Ille y Vilaine y distrito de Redon.

## Historia
En 1920, el nombre de la localidad pase de La Bosse al actual La Bosse-de-Bretagne.

## Demografía
| 450 | 558 | 503 | 515 | 450 | 481 | 447 | 470 | 443 | 470 | 489 | 475 | 488 | 526 | 642 | 686 | 648 | 621 | 648 | 561 | 504 | 511 | 502 | 519 | 506 | 499 | 507 | 495 | 437 | 390 | 388 | 386 | 572 |
| Para los censos de 1962 a 1999 la población legal corresponde a la población sin duplicidades (Fuente: INSEE [Consultar]) |     |     |     |     |     |     |     |     |     |     |     |     |     |     |     |     |     |     |     |     |     |     |     |     |     |     |     |     |     |     |     |     |